# Бастет
Баст, наречена по-късно Бастет, е богиня на радостта, празниците, танците, музиката, плодородието, покровителка на бременните жени в египетската митология. Също е въплъщавала животворната и лекуваща сила на слънцето, за разлика от Сехмет – символ на изпепеляващата му сила. Вярвало се, че лекува болните и помага на реколтата да узрее. Изобразявана е като жена с глава на котка или лъвица, с кошница в ръце. Понякога е изобразявана просто като котка.
| W1 | t · t | B1 |

| W1 | t · t | B1 |

Дъщеря на бога на слънцето Ра. Покровителка е на Бубастис – града, където е почитана. През гръко-римския период в Древен Египет е бил разпространен култ, в чийто център е стояла Бастет: жертването на мумифицирани котки. Жреците на богинята Бастет събирали котки и ги предлагали на населението за жертвоприношения. Когато някой вярващ си изберял котка, обичайно след това тя била умъртвявана от жреца, чрез извиване на врата ѝ. Само много големите котки били умъртвявани с удар. Мъртвата котка била подлагана след това на традиционния процес на мумифициране, прилаган и за хората. Според това колко бил заплатил купувачът, получавал след това мумия на голяма или по-малка котка и полагал тази мумия в специално изготвена за приношение на котки погребална камера.
Ако поклонник искал да принесе на богинята Бастет специална жертва, купувал котки на едро. Рентгенови снимки на стотици котешки мумии, намерени в Долината на царете показват обаче, че в около една четвърт от случаите котешките мумии са или съвсем празни, или съдържат само отделни костици от котка. Дали жреците са мамели съзнателно или става въпрос за недостиг на котки – не се знае.
Същевременно котките (става въпрос за котките от породата eгипетска мау, познати далеч извън пределите на Египет) са били защитавани от закона – ако човек убиел котка, дори и неволно, го чакало смъртно наказание. Херодот споменава, че хората често носели от други краища на Египет умрели котки в Бубастис, за да бъдат мумифицирани и погребани там.
Бастет е смятана за една от жените на бог Птах.
- Богинята Баст изобразена с лъвска глава (статуя в парижкия музей „Лувър“)
- Богинята Баст изобразена с котешка глава (статуя в парижкия музей „Лувър“)